# Kontextová nabídka

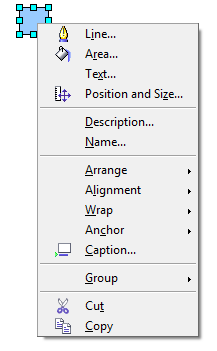
Ukázka kontextové nabídky v programu OpenOffice Writer.

Kontextová nabídka (nebo někdy místní nabídka) je prvek grafického uživatelského rozhraní, který se vyvolává po konkrétní interakci uživatele. Kontextové nabídky nabízejí příkazy a povely spojené s aktuálním stavem běžícího procesu, programu nebo s okolnostmi, za kterých byla nabídka vyvolána.
Nejčastěji se nabídka vyvolává kliknutím pravým tlačítkem myši při umístění kurzoru na jiný prvek rozhraní (například textové pole). Povely v nabídce pak mají souvislost s tím prvkem, na kterém byla nabídka vyvolána (například kopírování a vkládání textu v poli). Nabídka se objevuje vedle nebo v místě, kde se nalézal kurzor myši v době jejího vyvolání. Na některých klávesnicích je speciální klávesa pro tuto funkci.

## Historie
Poprvé byly kontextové nabídky představeny v prostředí Smalltalk v počítačích Xerox Alto. Zde byly nazývány anglickým pop-up menus (vyskakovací nabídky/menu). Vytvořil je Dan Ingalls v 70. letech.
V roce 1990 představil kontextové nabídky Microsoft v programech balíčku Microsoft Office, kde měly za účel zjednodušit kopírování a vkládání dat. O rok později byl na konferenci Second Paradox Conference představen pravý potenciál nabídek, později pronikly do různých míst v různých softwarech.